# La France (Antoine Bourdelle)
La France est une œuvre d’Antoine Bourdelle. La première maquette date de 1922 mais l’ouvrage connut une histoire mouvementée. Aucune des réalisations ne semble correspondre au projet d’origine.

## Le projet
Vers 1922, la France souhaitant honorer et remercier les combattants américains venus à son secours en 1917 décide de faire ériger un monument à la mémoire de ces derniers. On choisit alors un lieu symbolique : Le Verdon-sur-Mer, port qui vit partir en 1777 La Fayette et ses troupes et débarquer en 1917 les renforts américains.
Deux architectes pressentis, Ventre et Damour, avaient imaginé de construire un phare devant lequel serait placée « La France » scrutant l’horizon dans l’attente des Alliés.
Albert Bartholomé, sculpteur renommé à l’époque, est pressenti pour la commande, mais devant l’urgence, il préfère demander à son collègue Antoine Bourdelle de l’exécuter. Ce dernier d’abord refuse, puis se vit convaincre par son confrère du devoir patriotique du travail.
Bourdelle conçoit un projet colossal pour une œuvre d’envergure. La statue en bronze devait mesurer neuf mètres de haut, trois mètres quarante de large et un mètre quarante de profondeur.
Bourdelle représente La France en Pallas Athénée, déesse de la guerre, dans la position hiératique de l’attente, scrutant à l’horizon l’arrivée des renforts. La déesse est armée d’un bouclier et d’une lance garnie de rameaux d’oliviers, symboles de paix, car dans l’esprit de l’époque, la France bien qu’armée reste pacifique. La statue est flanquée des serpents de la Sagesse.
Madame Rhodia Dufet-Bourdelle, fille de l’artiste, raconte que la nièce du sculpteur, Fanny Bunand-Sevastos, femme d’une exceptionnelle beauté, sert de modèle, tandis que Florence Bryant Colby, secrétaire de la famille Bourdelle, pose pour les bras.
Il existait donc en 1923 plusieurs maquettes du projet dont on tira plusieurs exemplaires en bronze.

## Les tirages[1]
Une première statue fut employée par Bourdelle pour son Monument aux Morts de la Guerre de 1914 – 1918 à Montauban, sa ville natale. L’ouvrage, inauguré en 1932, se situe actuellement sur l’esplanade du cours Foucault.
Une deuxième épreuve servit à orner l’entrée du pavillon du livre réalisé par l'architecte Huiliard pendant l’exposition des arts décoratifs de 1925. En attendant une hypothétique construction d’un Palais des Arts Décoratifs Modernes à Paris, elle fut entreposée au musée des marbres où elle fut en fait abandonnée. C’est là que Maurice Petsche, sous-secrétaire d’Etat aux Beaux-arts et député de l'arrondissement de Briançon, la découvre, gisant au sol sans emploi. Prenant aussitôt contact avec la veuve de l’artiste, il en fit l’acquisition pour sa ville. Haute de quatre mètres cinquante cinq, elle est placée sur une terrasse du fort du Château, le regard porté face à la vallée de la Durance.
L’exemplaire le plus important en dimensions (neuf mètres de haut) fut d’abord placé en avril 1935 à l’entrée de la Foire d’Alger. Cet exemplaire, le numéro trois, a été fondu par Rudier.
Il fut ensuite placé sur les terrasses du musée des Beaux-arts d’Alger où il surplombait la Méditerranée. Ce monument connut un sort dramatique peu avant l’indépendance de l’Algérie : symbole de la France et du gaullisme, compte tenu de la dédicace de 1948, elle fut plastiquée par l’OAS dans la nuit du 26 novembre 1961. Le socle fut pulvérisé et « La France » disloquée. Au terme de nombreuses péripéties, les morceaux récupérés furent transportés en France, réparés, et une nouvelle statue fut érigée au Musée de l'Officier à Coëtquidan. La statue est toutefois amputée du groupe de serpents et d’une partie de la lance ornée de rameaux d’oliviers.
Une quatrième épreuve tirée du même modèle (fondue par Hohwiller) fut érigée le 18 juin 1948 sur le parvis du Musée d’Art Moderne de Paris au Palais de Tokyo. Destinée à commémorer l’Appel du 18 Juin 1940, elle fut installée à cet emplacement par le général Edgard de Larminat, à la mémoire des combattants de la France Libre. Elle remplaça un modèle en plâtre doré placé là pour l’exposition de 1937 dans l’attente d’un « Apollon » qui n’était pas encore terminé.
Un exemplaire de la statue est également situé devant la Faculté de droit de l'Université Clermont Auvergne, boulevard François-Mitterrand à Clermont-Ferrand. Elle est signée et datée 1923. Sur le socle, une inscription indique : « Cette statue de Bourdelle adressant le salut de la France à ses juristes a pu être érigée en ce lieu grâce à la générosité des héritiers Bourdelle et des notaires d’Auvergne ».
Bourdelle fit plusieurs études pour la tête de la statue. L'une d'entre elles, en plâtre, était visible dans son atelier. Un autre exemplaire, tiré en bronze, est exposé dans le hall d'accès de la mairie du 15e arrondissement de Paris.

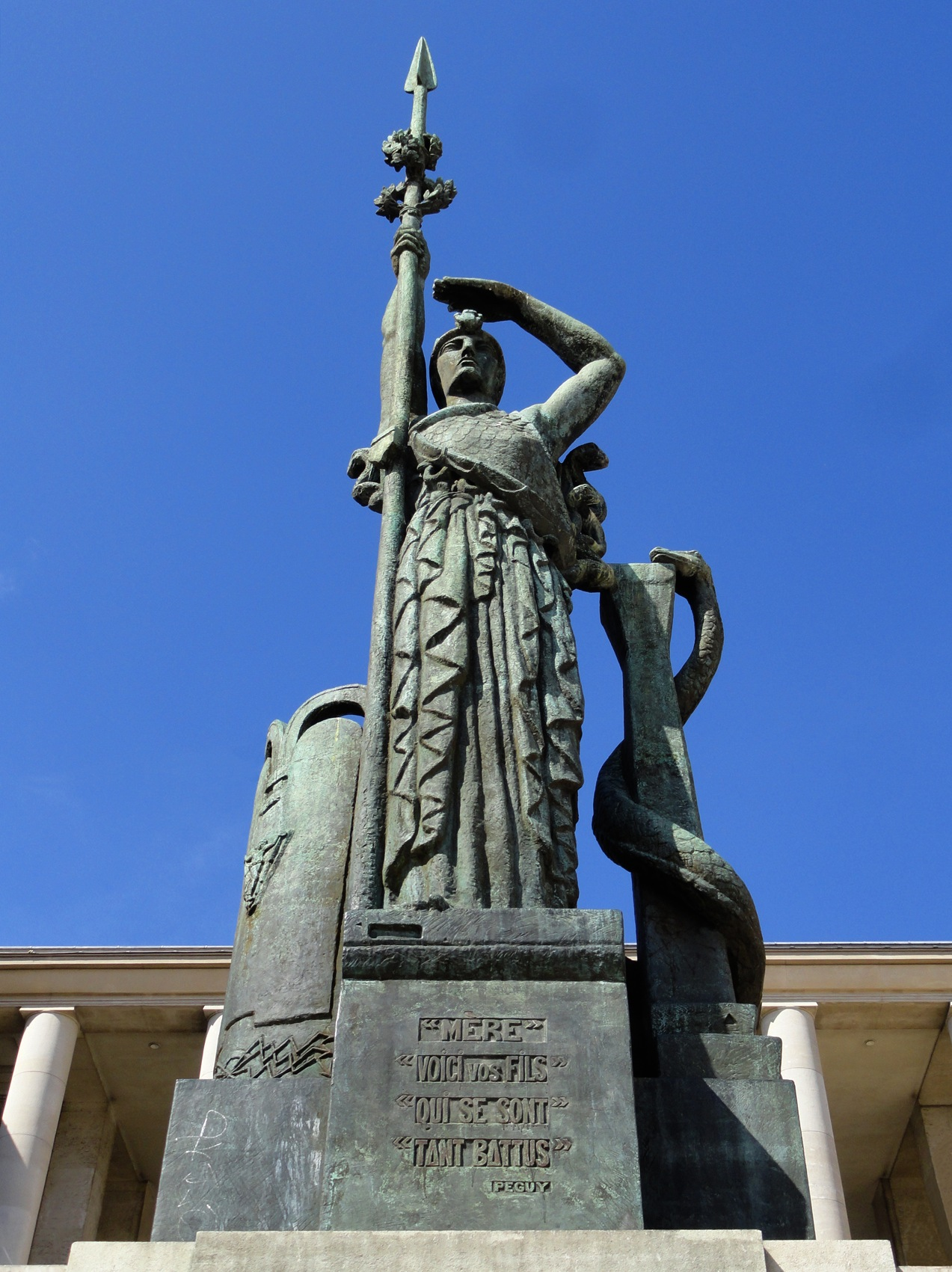
La quatrième épreuve, érigée sur le parvis du Musée d'art moderne de la ville de Paris au Palais de Tokyo.
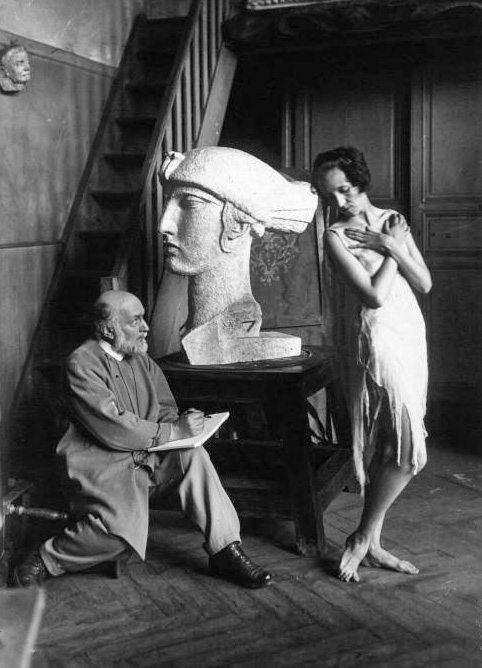
Bourdelle et la danseuse américaine Grace Christie (1925) – au fond, la tête de La France
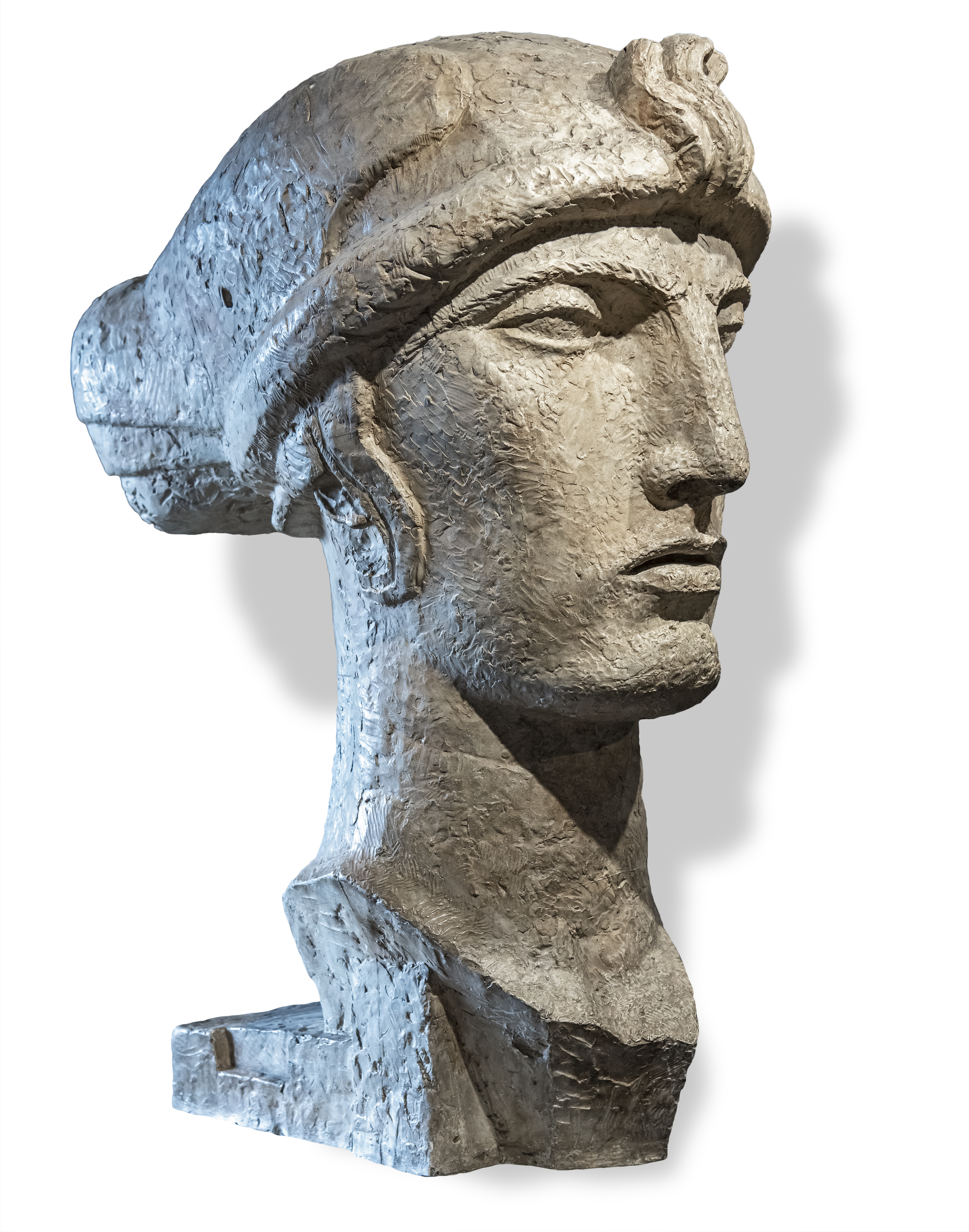
La tête de La France - Musée Ingres-Bourdelle

### Récapitulatif
Le tableau suivant récapitule les différents tirages de l'œuvre :
| Œuvre                                             | Ville            | Création | Notes | Coordonnées                 | Illus. |
| ------------------------------------------------- | ---------------- | -------- | --- | --------------------------- | ------ |
| La France                                         | Clermont-Ferrand | 1923     | Statue érigée devant l'école de droit. | 45° 46′ 16″ N, 3° 05′ 23″ E |        |
| La France                                         | Briançon         | 1925     | Bronze fondu en 1925 pour l'exposition des arts décoratifs, entreposée en réserve puis redécouverte par Maurice Petsche ; déplacée sur la terrasse du fort du Château.                                                                                              | 44° 53′ 57″ N, 6° 38′ 42″ E |        |
| Monument aux morts de la Première Guerre mondiale | Montauban        | 1926     | Bronze fondu en 1926, monument inauguré en 1932 sur le cours Foucault. Inscrit MH (2005) | 44° 01′ 22″ N, 1° 20′ 36″ E |        |
| La France                                         | Guer             | 1935     | Bronze érigé en 1935 à l'entrée de la foire d'Alger, déplacé sur les terrasses du Musée national des Beaux-Arts et plastiqué par l'OAS en 1961 ; la statue est partiellement restaurée et érigée au musée de l'Officier de l'école spéciale militaire de Saint-Cyr. | 47° 56′ 40″ N, 2° 09′ 39″ O |        |
| La France                                         | Paris            | 1948     | Bronze érigé sur le parvis du musée d'Art moderne au palais de Tokyo. | 48° 51′ 51″ N, 2° 17′ 50″ E |        |
| Tête de la France                                 | Montauban        | 1925     | Plâtre ; collection du musée Ingres-Bourdelle. | 44° 01′ 01″ N, 1° 21′ 04″ E |        |
| Tête de la France                                 | Paris            |          | Bronze ; hall d'entrée de la mairie du 15e arrondissement | 48° 50′ 28″ N, 2° 18′ 00″ E |        |

## Pour approfondir